# Zé do Baião
José Pereira Lima, conhecido artísticamente como Zé do Baião (Tacaratu, 17 de julho de 1930) é um músico e cantor brasileiro .

## Carreira
Iniciou a tocar, dançar e cantar aos 7 anos de idade, especialmente o forró em suas diversas variações (xote, xaxado,  baião e coco).
Vindo do município de Tacaratu, em Pernambuco, chegou ao Rio de Janeiro em 1948. Em uma oportunidade, encontrou Luiz Gonzaga (que na época se apresentava na rádio Mayrink Veiga) a quem pediu apoio. No entanto, Luiz Gonzaga o desencorajou a seguir a carreira de músico.  Mudou-se posteriormente para São Paulo, onde  venceu um concurso de calouros numa rádio e, apoiado por Venâncio, da dupla Venâncio e Corumbá - que iniciaram carreira cantando coco em Pernambuco e na década de 1940 chegaram ao eixo Rio-São Paulo - começou a cantar profissionalmente em 1949 .
Na década de 60, Zé do Baião experimentou o auge artístico com a participação no programa O Astro do Disco, na TV Record, além de apresentações nas rádios, muitos hits e viagens pelo Brasil e América do Sul. No final desta década, abandonou a carreira artística e se tornou vendedor de móveis. Zé do Baião atualmente é frequentador da Galeria Dom José de Barros, reduto de músicos e cantores veteranos .

## Discografia[2]
•	(1958) Azulão da mata/Antoninho Pizada • Continental • 78
•	(1959) Ingratidão/Transferência da capital • Polydor • 78
•	(1959) A laranjeira/Fulô do verão • Continental • 78
•	(1962) Paulista vivo/Qui tá, qui tá, qui tá • Phillips • 78
•	(1965) Forró dos namorados • Odeon • LP
•	(1969) No oitão lá de casa • Chantecler • LP
•	(1975) Um pedaço do nordeste • Latino• LP